# Fluxametamid
Fluxametamid ist ein synthetischer insektizider Wirkstoff aus der Stoffgruppe der Isoxazoline.
Fluxametamid wirkt, wie andere Isoxazoline, als Blocker ligandengesteuerter Chloridkanäle, insbesondere solcher, die durch den Neurotransmitter γ-Aminobuttersäure (GABA) gesteuert werden. Durch die Hemmung dieser Kanäle wird die nervale Signalübertragung bei Arthropoden gestört, was zu einer Lähmung und anschließend zum Tod führt.
In Europa besteht keine Zulassung.